# Giōrgos Mygas
Giōrgos Mygas (in greco Γιώργος Μύγας?; Amfilochia, 7 aprile 1994) è un calciatore greco, centrocampista del Volo.

## Carriera

### Club
Cresciuto nel settore giovanile del Panaitōlikos, ha esordito in prima squadra il 29 settembre 2012 disputando l'incontro di Football League perso 0-1 contro il Kallonī.
Il 27 maggio 2016 ha rinnovato il suo contratto con il Panaitōlikos in scadenza nell'estate del 2017.
Il 7 gennaio 2019 ha firmato un contratto per sei mesi con lo Zagłębie Sosnowiec, il difensore greco è stato fortemente voluto dall'allenatore Valdas Ivanauskas, che ha citato tra le sue caratteristiche tecniche come buona ricezione, abilità nell'uno contro uno, velocità, dinamica, passaggi precisi e in grado di dare appoggio nella fase offensiva.

### Nazionale
Ha giocato nelle nazionali giovanili greche Under-19 ed Under-21.

## Statistiche

### Presenze e reti nei club
Statistiche aggiornate al 4 luglio 2021.
| Stagione            | Squadra             | Campionato          | Campionato | Campionato | Coppe nazionali | Coppe nazionali | Coppe nazionali | Coppe continentali | Coppe continentali | Coppe continentali | Altre coppe | Altre coppe | Altre coppe | Totale | Totale |
| Stagione            | Squadra             | Comp                | Pres       | Reti       | Comp            | Pres            | Reti            | Comp               | Pres               | Reti               | Comp        | Pres        | Reti        | Pres   | Reti   |
| ------------------- | ------------------- | ------------------- | ---------- | ---------- | --------------- | --------------- | --------------- | ------------------ | ------------------ | ------------------ | ----------- | ----------- | ----------- | ------ | ------ |
| 2012-2013           | Panaitōlikos        | FL                  | 18         | 0          |                 | -               | -               |                    | -                  | -                  |             | -           | -           | 18     | 0      |
| 2013-2014           | Panaitōlikos        | SL                  | 11         | 0          | CG              | 1               | 0               |                    | -                  | -                  |             | -           | -           | 12     | 0      |
| 2014-2015           | Panaitōlikos        | SL                  | 19         | 0          | CG              | 2               | 0               |                    | -                  | -                  |             | -           | -           | 21     | 0      |
| 2015-2016           | Panaitōlikos        | SL                  | 19         | 0          | CG              | 1               | 0               |                    | -                  | -                  |             | -           | -           | 20     | 0      |
| 2016-2017           | Panaitōlikos        | SL                  | 21         | 0          | CG              | 4               | 0               |                    | -                  | -                  |             | -           | -           | 25     | 0      |
| 2017-2018           | Panaitōlikos        | SL                  | 11         | 0          | CG              | 2               | 0               |                    | -                  | -                  |             | -           | -           | 13     | 0      |
| 2018-gen. 2019      | Panaitōlikos        | SL                  | 0          | 0          |                 | -               | -               |                    | -                  | -                  |             | -           | -           | 0      | 0      |
| Totale Panaitōlikos | Totale Panaitōlikos | Totale Panaitōlikos | 99         | 0          |                 | 10              | 0               |                    | -                  | -                  |             | -           | -           | 109    | 0      |
| gen.-mag. 2019      | Zagłębie Sosnowiec  | EK                  | 15         | 2          |                 | -               | -               |                    | -                  | -                  |             | -           | -           | 15     | 2      |
| feb.-giu. 2020      | Levadeiakos         | SL2                 | 4          | 0          |                 | -               | -               |                    | -                  | -                  |             | -           | -           | 4      | 0      |
| 2020-2021           | Levadeiakos         | SL2                 | 24         | 1          |                 | -               | -               |                    | -                  | -                  |             | -           | -           | 24     | 1      |
| Totale Levadeiakos  | Totale Levadeiakos  | Totale Levadeiakos  | 28         | 1          |                 | -               | -               |                    | -                  | -                  |             | -           | -           | 28     | 1      |
| 2021-2022           | Iōnikos             | SL                  | 0          | 0          | CG              | 0               | 0               |                    | -                  | -                  |             | -           | -           | 0      | 0      |
| Totale carriera     | Totale carriera     | Totale carriera     | 142        | 3          |                 | 10              | 0               |                    | -                  | -                  |             | -           | -           | 152    | 3      |